# Nistor Cabac
Nistor Cabac (în rusă Нистор Петрович Кабак; n. 23 noiembrie 1913, Stara Kulna, Volostul Nestoita⁠(d), Gubernia Podolia, Imperiul Rus – d. 10 iulie 1941, Tiraspol, RSS Moldovenească, URSS) a fost un poet și traducător sovietic moldovean.

## Biografie
S-a născut în 1913 în satul Culina Veche din ținutul Balta, gubernia Podolia (Imperiul Rus), în familia unui cioban. În 1931 a absolvit Școala Pedagogică din Balta. A continuat studiile la Institutul Pedagogic din Tiraspol. În anii 1935-1937 a lucrat ca șef al departamentului ziarului „Comsomolistul Moldovei” (Комсомолистул Молдовы).
În 1930 și-a publicat prima poezie în revista „Moldova literară” (Молдова Литерарэ). Mai târziu a publicat poezii în ziarele și revistele „Comsomolistul Moldovei”, „Scînteia leninistă” (Скынтея ленинистэ) și „Octombrie” (Октомбрие).
Ca poet, a debutat cu colecția de poezii „Întîia brazdă” (Ынтыя браздэ, 1932). Următoarele au fost „Limbile de foc” (Лимбиле де фок, 1934), „Versuri” (Версурь, 1935), „Cu toată inima” (Ку тоатэ инима, 1935). Una dintre cele mai semnificative lucrări ale lui Cabac este poezia „Inimi rebele” (Бунтующие сердца), scrisă în 1935 la Kiev. Pe tematica ucraineană, a scris poezii „Pe malul Niprului” (Пе малул Нипрулуй), „Caștanii înfloresc” (Каштаний ынфлореск), „Nistrul” (Ниструл), „Inima zvîcnește” (Инима звыкнеште).
A tradus în „moldovenească” operele autorilor ucraineni.
În 1937, în timpul Marii Epurări, a fost reprimat și executat, probabil în același an. Potrivit altei surse, ar fi decedat în 1941 sau 1942. A fost reabilitat postum. 